# جوزيف دبليو. براكيت
جوزيف دبليو. براكيت هو سياسي أمريكي، ولد في 1800 في لانكاستر في الولايات المتحدة، وتوفي في 5 نوفمبر 1873.